# Amadeo de Souza-Cardoso
Amadeo de Souza-Cardoso (14. listopadu 1887 Manhufe – 25. října 1918 Espinho) byl portugalský malíř, průkopník moderního umění v zemi.
Narodil se ve statkářské rodině ve vesnici Manhufe na severu Portugalska, roku 1905 odešel na lisabonskou Akademii studovat architekturu, o rok později odešel do Paříže a studoval malířství na Académie Vitti, kde byl jeho učitelem Hermenegildo Anglada Camarasa. Vydělával si kreslením karikatur pro noviny, přidružil se ke kruhům umělců na Montparnasse, kde byli jeho přáteli Max Jacob, Amedeo Modigliani nebo Otto Freundlich. Jeho tvorba byla ovlivněna kubismem, futurismem a expresionismem, vyznačovala se živou barevností a novátorskou kompozicí. V roce 1911 vystavoval na Salonu nezávislých (Salon des Indépendants) a v roce 1913 se s úspěchem zúčastnil mezinárodní výstavy moderního umění Armory Show v New Yorku.
Po vypuknutí první světové války žil ve Španělsku, kde spolupracoval s Antonim Gaudím, později se vrátil do Portugalska a oženil se s dlouholetou přítelkyní Lucií Meynardi Pecetto. Stál u zrodu časopisů Orpheu a Portugal Futurista, kolem kterých se sdružovala generace portugalských modernistů, jako Fernando Pessoa nebo Guilherme de Santa-Rita. Zemřel ve věku třiceti let na španělskou chřipku.

## Obrazy

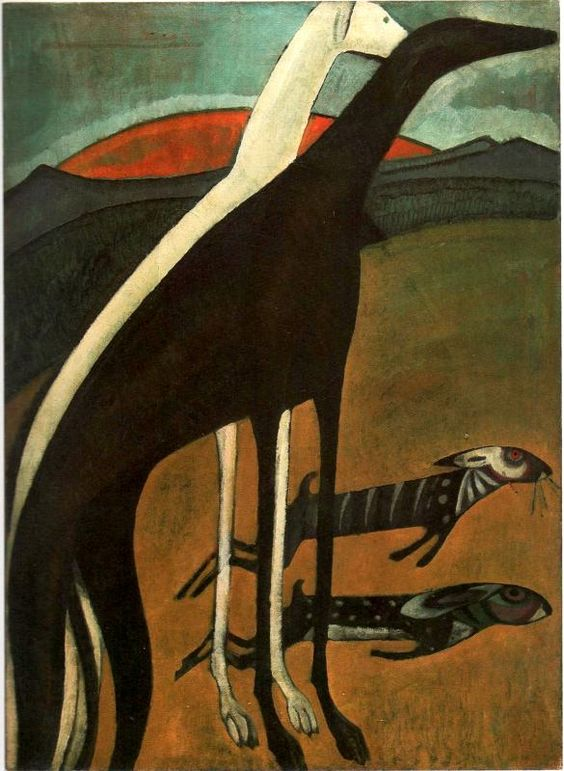
Chrti, 1911
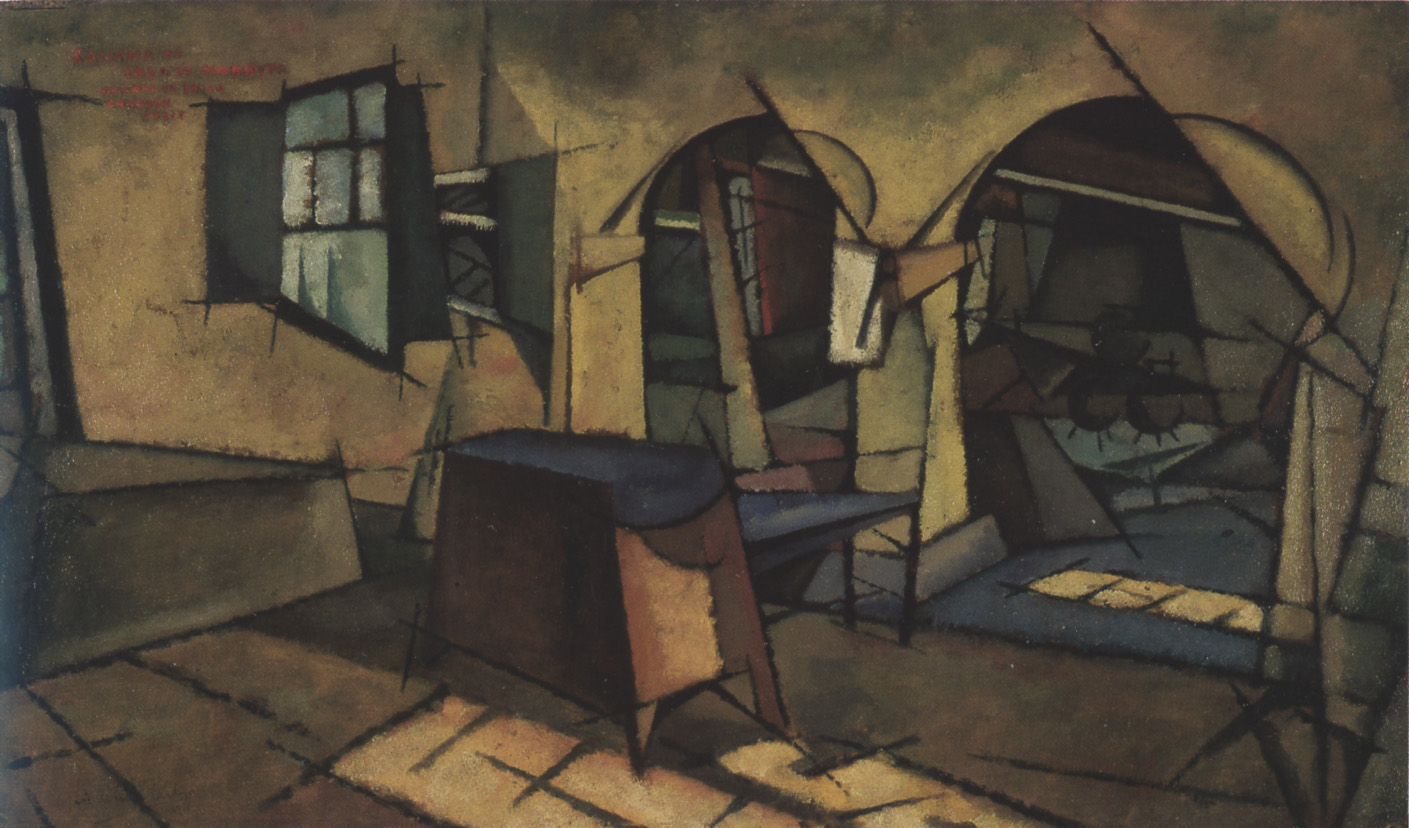
Kuchyně domu v Manhufe, 1913
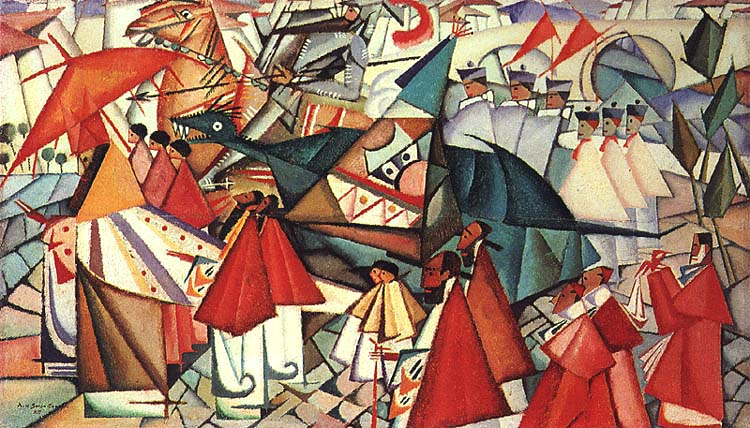
Procesí, 1913
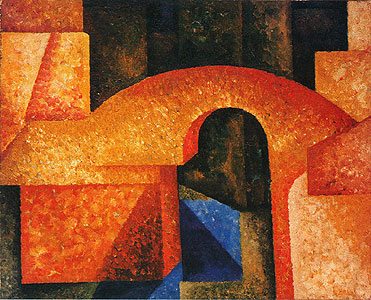
Most, 1914